# Володарский, Лев Мордкович
Лев Мо́рдкович Волода́рский (15 (28) марта 1911 года, Острополь — 11 мая 1989 года, Москва) — советский государственный деятель, начальник Центрального статистического управления СССР (1975—1985).

## Биография
Родился в семье рабочего. Еврей. Брат революционного деятеля В.Володарского. Член КПСС с 1939 года. В 1934 году окончил Ленинградский инженерно-экономический институт. Доктор экономических наук (1962), профессор (1964).
В 1926—1929 гг — ответственный секретарь коллектива ВЛКСМ 1-й советской школы Ленинграда. В 1929—1932 гг. — студент Ленинградского инженерно-экономического института.
- 1932—1934 гг. — старший инженер-экономист управления уполномоченного наркомата тяжёлой промышленности в Ленинграде,
- 1934 г. — руководитель группы труда завода «Электрик» в Ленинграде,
- 1934—1938 гг. — старший инженер-экономист, затем начальник планового отдела Ленинградского областного управления местной промышленности,
- 1938—1940 гг. — заместитель председателя Ленинградской областной плановой комиссии,
- 1940—1942 гг. — уполномоченный Госплана СССР по Ленинграду и Ленинградской области,
- 1942—1948 гг. — заместитель начальника управления, начальник управления Госплана СССР,
- 1948—1953 гг. — заместитель начальника ЦСУ СССР,
- 1953—1955 гг. — главный редактор Госстатиздата,
- 1955—1956 гг. — начальник Управления статистики промышленности ЦСУ СССР,
- 1956—1967 гг. — заместитель начальника ЦСУ СССР,
- 1967—1975 гг. — первый заместитель начальника ЦСУ при Совете Министров СССР.

С августа 1975 г. — начальник ЦСУ СССР.
С декабря 1985 г. — персональный пенсионер союзного значения.
Член ЦК КПСС (1981—1986), кандидат в члены ЦК КПСС (1976—1981). Депутат Совета Национальностей Верховного Совета СССР 10-11 созыва (1979—1989) от Таджикской ССР.
Похоронен на Ваганьковском кладбище.

## Награды
- орден Ленина (28.09.1979)
- 2 ордена Трудового Красного Знамени (15.03.1960; 26.03.1971)
- орден Дружбы народов (27.03.1986)
- орден Красной Звезды (07.03.1943)
- 2 ордена «Знак Почёта» (29.05.1944; 23.05.1966)
- медали

## Труды
- Планирование местного хозяйства и культурного строительства. М., 1945;
- Возрождение районов СССР, пострадавших от немецкой оккупации. М., 1946;
- Промышленная статистика. М., 1954;
- Статистика промышленности и вопросы планирования. М., 1958;
- Статистика и планирование народного хозяйства. М., 1964;
- Наша Родина: Цифры, факты, сравнения. М., 1968.
- Статистика рассказывает. — М.: Молодая гвардия, 1982. — 191 с.
- Lev Volodarsky Memory’s Account. Notes by a Member of the Government. — М.: Progress Publishers, 1983. — 216 p. («Счёт памяти. Записки члена правительства»)